# Tripkova
Tripkova (cyr. Трипкова) – wieś w Serbii, w okręgu zlatiborskim, w gminie Čajetina. W 2011 roku liczyła 303 mieszkańców.